# Lotomania
La Lotomanía es un juego de lotería en Brasil, introducido por primera vez por Caixa Econômica Federal en 1999. El juego ofrece a los jugadores la oportunidad de ganar un jackpot sustancial seleccionando 50 números de un total de 100.

## Cómo jugar
Para jugar a la Lotomanía, los jugadores deben comprar un boleto con 50 números, que van desde 00 a 99. El objetivo del juego es igualar tantos números seleccionados con los números ganadores que se extraen. Los números ganadores se eligen a través de un proceso de dibujo aleatorio, con dos conjuntos de números que se extraen. El primer conjunto de números consta de 20 números, y el segundo conjunto es un solo número, conocido como el "número de Lotomanía".
Para ganar el jackpot, los jugadores deben igualar los 20 números seleccionados en el primer conjunto. También hay otros niveles de premios para jugadores que igualan un cierto número de números ganadores o que igualan el número de Lotomanía.

## Sorteos y premios
Los sorteos de Lotomanía se realizan los miércoles y sábados, y los resultados se publican en el sitio web oficial de Caixa Econômica Federal. El monto del jackpot a menudo es más de R$ 1.000.000,00 y se acumula hasta que haya un ganador. El juego también ofrece varios otros niveles de premios, con el segundo premio otorgado a los jugadores que igualan 19 de los 20 números extraídos, y el tercer premio otorgado a los jugadores que igualan 18 de los 20 números extraídos. También se premia a los jugadores que no aciertan ningún número.